# Coupe de France féminine de football (FSFSF)
Ne doit pas être confondu avec Coupe de France féminine de football.
La Coupe de France féminine de football de la FSFSF, appelée Challenge « La Française », est une compétition française de football organisée annuellement par la Fédération des sociétés féminines sportives de France dans les années 1920.
Il s'agit de la première version de la Coupe de France, avant que la Fédération des sociétés féminines sportives de France ne cesse d'organiser des compétitions de football à la suite du déclin de la pratique féminine dans les années 1930. Une Coupe de France n'est recréée qu'en 2001 par la Fédération française de football.

## Historique
Après deux saisons avec une compétition à élimination directe nommée Coupe de l'Encouragement, remportée par l'En Avant en 1920 puis Fémina Sport en 1921, la FSFSF crée une coupe de France nommée « Coupe La Française », inspirée de la Coupe de France masculine, qui connaît sa première édition en 1922 ; elle porte le nom du journal La Française qui offre le trophée de la compétition. En 1922, la finale oppose le 2 avril au Stade Élisabeth les Sportives et la Ruche sportive féminine sous la présidence de Paul Strauss, ministre de l'hygiène et de la prévoyance sociale. Les Sportives l'emportent par cinq buts à zéro et réalisent le doublé Coupe-championnat. Elles conservent leur titre en 1923.
En 1925, l'Olympique bat en finale Nova Femina par deux buts à un après prolongation au stade Brancion grâce à un doublé de Mlle Gentil.
À partir de la saison 1926-1927, la Coupe de France est décernée automatiquement au vainqueur du Championnat de France afin de « terminer la saison de football de bonne heure »,,.

## Palmarès
| Édition                                                                           | Vainqueur        | Finaliste               | Score    | Lieu de la finale                 | Notes  |
| --------------------------------------------------------------------------------- | ---------------- | ----------------------- | -------- | --------------------------------- | ------ |
| 1922                                                                              | Sportives        | Ruche sportive féminine | 5 – 0    | Stade Élisabeth, Paris            | [ 5 ]  |
| 1923                                                                              | Sportives        | Fémina Sport            | 1 - 0    | Stade Élisabeth, Paris            | ,      |
| 1924                                                                              | La Clodoaldienne | US Quevilly             | 4 - 0    | Stade départemental, Caen         | ,      |
| 1925                                                                              | Olympique        | Nova Femina             | 2 – 1 ap | Stade Brancion, Paris             | [ 14 ] |
| 1926                                                                              | Fémina Sport     | La Clodoaldienne        | 1 – 0    | Stade Élisabeth, Paris            | ,      |
| La Coupe La Française équivaut au Championnat de France de 1926-1927 à 1930-1931. |                  |                         |          |                                   |        |
| 1927                                                                              | Fémina Sports    | Cadettes de Gascogne    | 1 - 0    | Stade Élisabeth, Paris            | ,      |
| 1928                                                                              | Fémina Sports    | Dunlop Sports           | 4 – 1    | Stade Élisabeth, Paris            | [ 18 ] |
| 1929                                                                              | Fémina Sport     | Dunlop Sports           | 3 – 0 ap | Stade de la Porte-Dorée, Paris    | [ 19 ] |
| 1930                                                                              | Fémina Sport     | CASG Marseille          | 4 – 2    | Stade Fernand-Bouisson, Marseille | [ 20 ] |
| 1931                                                                              | Fémina Sport     | Cadettes de Gascogne    | 1 – 0    | Montbéliard                       | ,      |

## Photographies

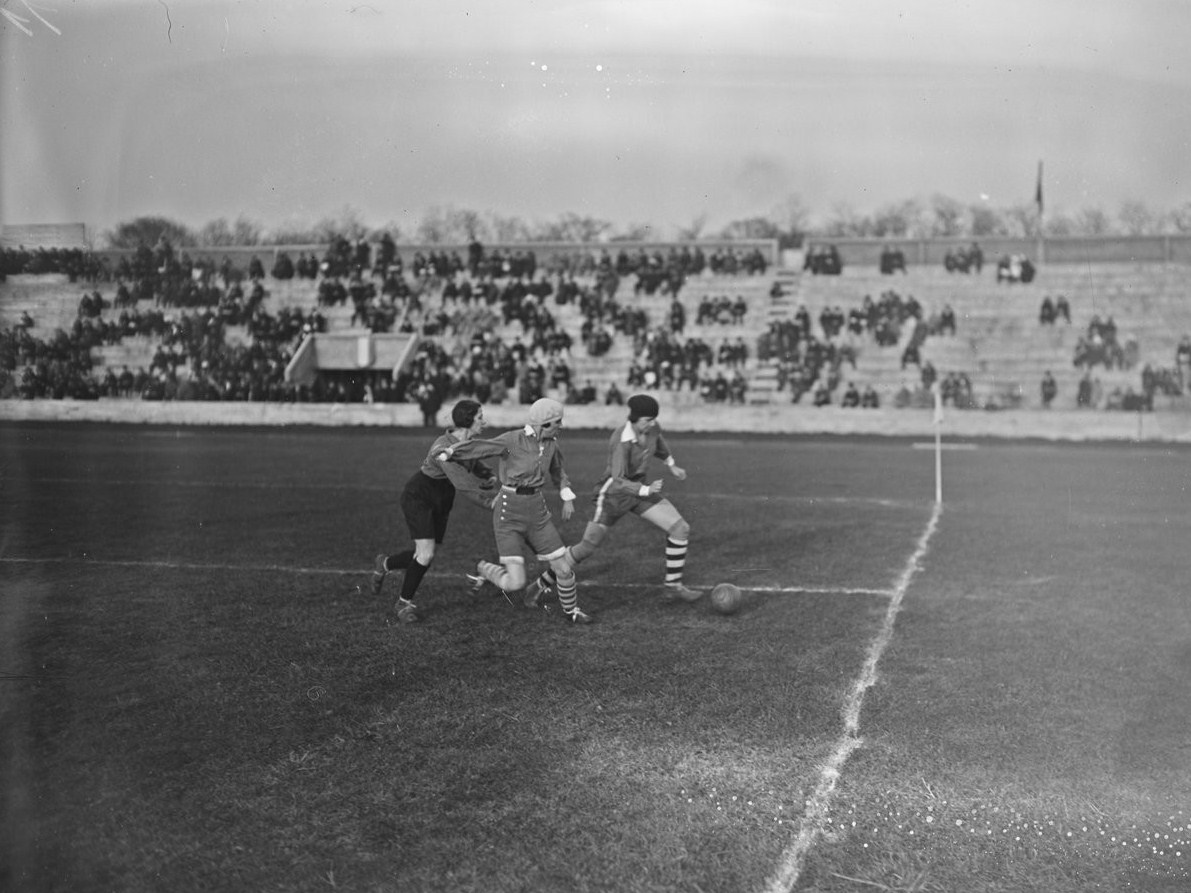
Action de jeu lors du match entre l'Olympique et les Sportives du 11 février 1922
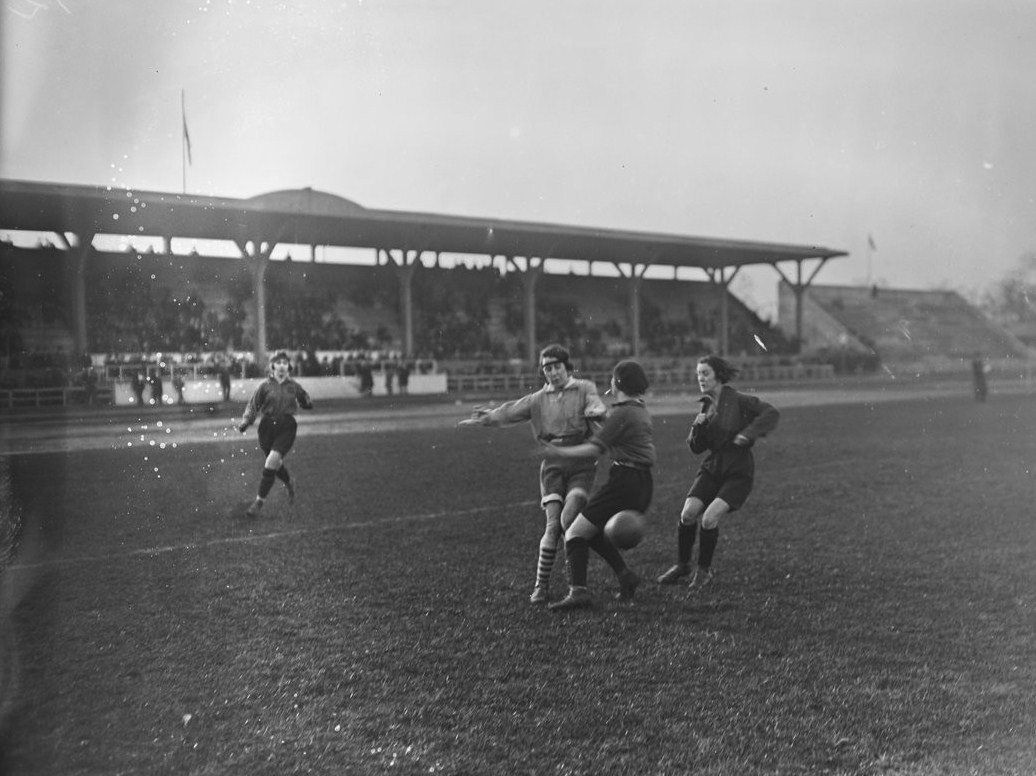
Action de jeu lors du match entre l'Olympique et les Sportives du 11 février 1922
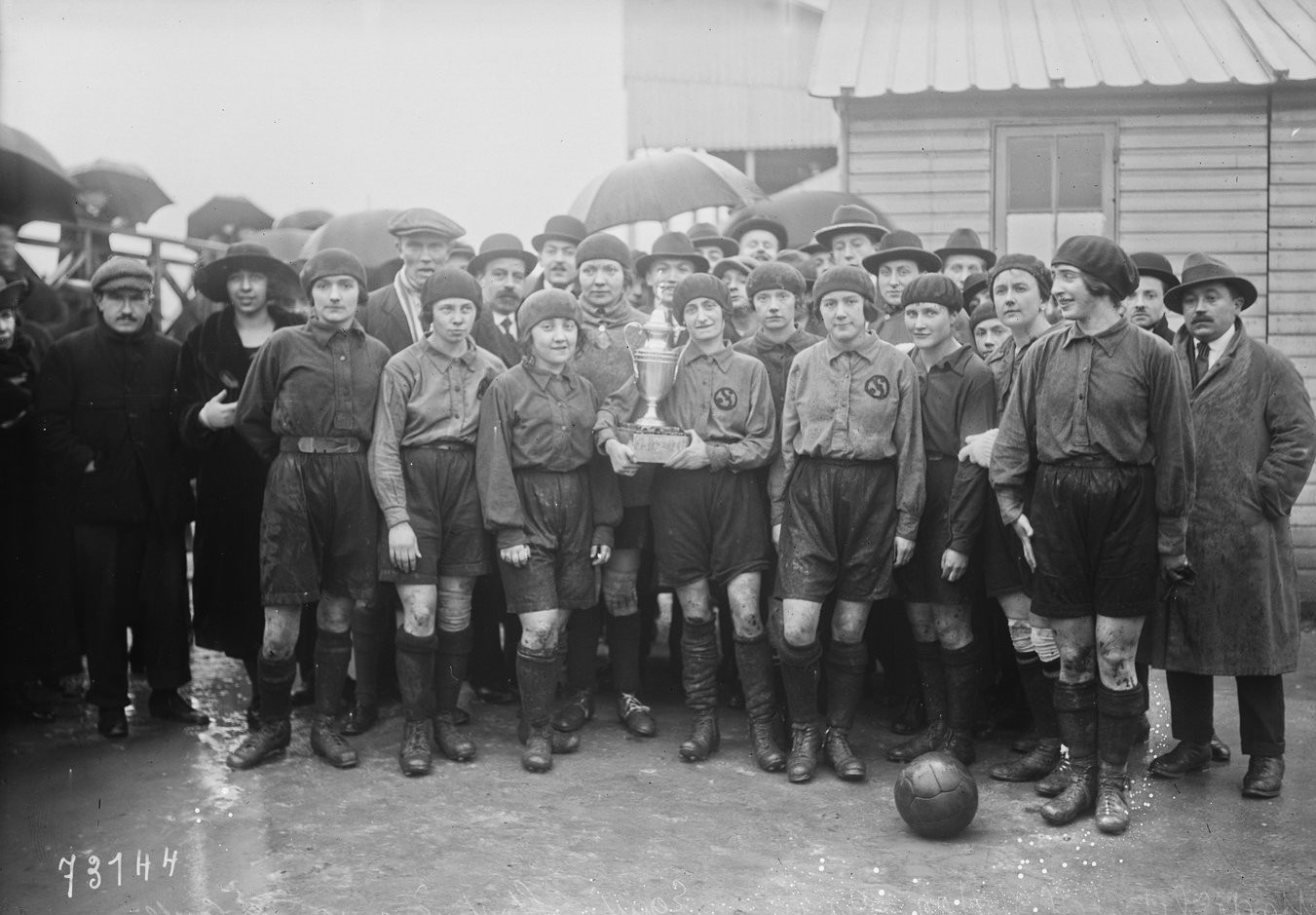
Les Sportives, vainqueurs de la Coupe de France en 1922